# Kazachstanicus dubius
Kazachstanicus dubius är en insektsart som beskrevs av Vilbaste 1965. Kazachstanicus dubius ingår i släktet Kazachstanicus och familjen dvärgstritar. Inga underarter finns listade i Catalogue of Life.